# Джебель-эр-Риан (биосферный резерват)
Джебель-эр-Риан (англ. Jabal Al Rihane) — биосферный резерват в Ливане. Резерват основан в 2007 году.

## Физико-географическая характеристика
В базе данных всемирной сети биосферных резерватов указаны следующие координаты центра заповедника: 33°27′01″ с. ш. 35°33′47″ в. д.. Согласно концепции зонирования резерватов общая площадь территории, которая составляет 184,3 км², разделена на три основные зоны: ядро — 31,785 км², буферная зона — 70,885 км² и зона сотрудничества — 81,63 км².
Высота над уровнем моря колеблется от 270 до 1500 метров. Низинная часть расположена около реки Литани на юге, которая является естественной границей резервата. Возвышенная часть расположена на севере, южнее горного хребта Ливан. На западе и востоке ограничен Средиземным морем и рифтовой долиной Бекаа, соответственно. На территории резервата расположено множество горных вершин: Джебель-Сафи (1300 м), Джебель-Суджуд (1200 м), Джебель-Бир-Каллаб (1360 м) и Джебель-Буркаб (1300 м).
В резервате протекают многочисленные реки, образующие глубокие долины.

## Флора и фауна
Резерват принадлежит средиземноморскому биому с преобладающими вечнозелёными лесами. Вокруг расположены многочисленные сельскохозяйственные площади. В долине Бекаа и на юге почвы сухие. Расположенные на территории резервата горные пики придают дополнительное биоразнообразие.
На территории резервата произрастает более 40 видов растений-эндемиков, что составляет около половины всех эндемиков Ливана. Кроме того, в Джебель-эр-Риан можно встретить редкие для страны виды растений, для которых резерват является самым южным ареалом. На горных склонах растут густые вечнозелёные и дубовые леса. Возраст некоторых дубов на территории резервата превышает 500 лет. На песчаных почвах преобладает пиния.
В резервате обитает 34 вида млекопитающих, из них 11 находятся под угрозой исчезновения, популяции ещё 6 существенно сокращаются. Резерват расположен на основном пути миграции птиц в регионе. В нём обитает около 170 видов птиц, 15 из которых занесены в красный список МСОП.

## Взаимодействие с человеком
На территории резервата проживает около 24 тысяч человек. В зимнее время численность уменьшается до 12 тысяч.
Ядро резервата является муниципальной собственностью и охраняется как природный заповедник. Такое решение было принято советом министров в 2006 году. Помимо этого решение касалось части буферной зоны. Другая часть буферной зоны охраняется законом о лесах. Зона сотрудничества в основном является частной собственностью.
Исследовательские проекты осуществляются при поддержке различных ливанских и международных университетов и исследовательских центров. В основном они касаются флоры и фауны резервата, в меньшей степени климатологии и гидрологии. Развиваются идеи экотуризма. Управление резерватом осуществляется министерством окружающей среды Ливана.